# 艾維·納許
艾維·納許（英語：Avi Nash），是一位美國男演員，因曾在電視劇《行屍走肉》中飾演西迪克一角而知名。

## 早年
納許出生於美國。他的父親是印度和圭亞那混血，而母親是在孟買土生土長的印度人。納許在高中時參與了學校的戲劇表演，開始對演戲產生興趣。他亦喜歡繪畫，曾想過當視覺藝術家。
納許於17歲時考入史丹福大學，主修數學和計算科學，他亦計劃在畢業後繼續進修，成為建築師。他在大學時期參與了學校的莎士比亞劇團演出，期間認識了後來成為小巨人樂團主音的薩米爾·加迪亞（Sameer Gadhia）。加迪亞鼓勵納許放棄學業成為全職演員，因此納許在念完一年級後休學，到印度演員亞努潘·卡爾的戲劇學校學習演戲半年。但他隨後回到史丹福完成學位，並在畢業後入讀倫敦音樂與戲劇藝術學院，取得表演學碩士學位。

## 作品列表

### 電影
| 年份 | 標題         | 角色       |
| ---- | ------------ | ---------- |
| 2014 | 駕喻人生     | 普雷特（Preet） |
| 2015 | 郵寄混蛋（Postal Jerks） | 胡安（Juan）   |
| 2016 | 晚上兼職     | 奧德利（Orderly） |
| 2016 | 巴里         | 薩利姆（Saleem） |
| 2019 | 何西阿（Hosea）   | 亨利（Henry）   |

### 電視劇
| 年份       | 標題     | 角色            | 備註                                      |
| ---------- | -------- | --------------- | ----------------------------------------- |
| 2015、2019 | 矽谷群英 | 瓦吉德（Wajeed）      |                                           |
| 2017—2020  | 行屍走肉 | 西迪克          | 常設（第8季）、聯合主演（第9—10季）；27集 |
| 2023       | 末日地堡 | 盧卡斯·凱爾（Lucas Kyle） | 聯合主演                                  |

## 外部連結
- 艾維·納許在互联网电影资料库（IMDb）上的資料（英文）